# 台中市公車850路
台中市公車850路目前行駛自臺中火車站（東站）到谷關，主要行駛於國道一號、國道四號、豐勢路與東關路，本路線不行經石岡站及東勢站，為目前全臺中市公車中停靠站數最多路線。

## 歷史
- 2017年6月28日：850路通車，由豐原客運營運。[2] [3]
- 2019年1月1日：「臺中火車站(東站)」更名為「臺中車站(復興路)」。
- 2019年7月12日：路線行經台中復興路、民權路、五權路、中清路之既有站位改為全部停靠，並新增停靠東勢區「上城街口」。
- 2019年10月1日：調整部分班次發車時刻。
- 2020年2月24日：往臺中車站方向之「東關正二街口」及「鯉魚伯公公園」站位整併至東勢幼稚園前方，增設「東勢幼稚園」。
- 2020年3月31日：「谷關」站往臺中車站方向改至和平區東關路一段117號對面之站牌候車
- 2020年7月27日：新增「國豐路二段656巷口」既有站位及「東勢林業文化園區」站
- 2020年9月1日：「慶福里」更名為「慶福里(天公廟)」。
- 2020年10月20日：原「頂賴厝」站更名為「捷運文心中清站(中清路)」站。[4]
- 2021年5月31日：往臺中車站方向「捷運文心中清站（中清路）」遷移至中清路一段745號前，原站位則更名為「中清北平路口」。
- 2022年1月28日：增設「東關正二街口」站（往臺中火車站方向）。
- 2024年9月16日：於東勢區增設「東興宮」站。
- 2025年3月31日：於和平區增設「沙蓮巷口」站。

## 路線基本資料
單程約69.3公里，單程行駛時間約130分鐘。往谷關113站，往臺中車站(復興路)115站。
自臺中車站(復興路)起，沿復興路、台中路、民權路、五權路、中清路後上大雅交流道後接台中系統交流道於下后豐交流道，行駛豐原區國豐路、豐勢路、石岡區明德路、豐勢路、東勢區豐勢路、東關路、和平區東關路抵達谷關。

### 時刻表
- 時刻表僅供參考，請以豐原客運網站公告為準。

| 台中市公車850路平/假日時刻列表 | 台中市公車850路平/假日時刻列表 | 台中市公車850路平/假日時刻列表 | 台中市公車850路平/假日時刻列表 |
| ------------------------------ | ------------------------------ | ------------------------------ | ------------------------------ |
| 臺中車站(復興路)開時刻         | 臺中車站(復興路)開備註         | 谷關開時刻                     | 谷關開備註                     |
| 06:10                          | -                              | 06:00                          | -                              |
| 07:00                          | -                              | 07:15                          | -                              |
| 08:00                          | -                              | 09:45                          | -                              |
| 09:00                          | -                              | 11:20                          | -                              |
| 10:00                          | -                              | 13:15                          | -                              |
| 13:10                          | -                              | 14:45                          | -                              |
| 16:10                          | -                              | 16:35                          | -                              |
| 17:30                          | -                              | 17:10                          | -                              |
| 20:00                          | -                              | 19:00                          | -                              |

### 收費
里程計費,刷卡(悠遊.一卡通.i-cash)10公里免費+一趟上限最高10元(現有綁臺中市交通卡者) 。

### 停站
- 參見右側站牌路線圖。
- 路線圖更新時間為2020年7月27日。